# Linia kolejowa Beroun – Rakovník
Linia kolejowa Beroun – Rakovník (Linia kolejowa nr 174 (Czechy)) – jednotorowa, regionalna i niezelektryfikowana linia kolejowa w Czechach. Łączy Beroun i Rakovník. Przebiega w całości przez terytorium kraju środkowoczeskiego.